# Бонос
Гал Квинт Бонос је био римски узурпатор. Рођен је у Шпанији, а отац му је био Британац, а мајка је потицала из Галије. Добио је, захваљујући мајци, пристојно образовање. Започео је са војном каријером и убрзо се истакао у служби и нарочито на Рајни. Али, германски варвари су успели да запале римску речну флотилу под његовом командом. Плашећи се последица, Бонос се прогласио за цара у Келну око 281. године, заједно са Прокулом.
Али, у рату против Проба, био је поражен, па је извршио самоубиство. 
Његову породицу цар Проб је третирао са поштовањем.